# 扎夫布奇
48°42′3″N 22°41′16″E / 48.70083°N 22.68778°E
扎夫布奇（烏克蘭語：Завбуч）是烏克蘭西部的村莊，隸屬外喀爾巴阡州的烏日霍羅德區。該村面積10.04平方公里，2001年人口307，人口密度每平方公里30.58人。